# 賴茨伯勒 (喬治亞州)
賴茨伯勒（英語：Wrightsboro）是位於美國喬治亞州麥克達菲縣的一個非建制地區。該地的面積和人口皆未知。

## 地理
賴茨伯勒的座標為33°33′01″N 82°34′08″W / 33.55028°N 82.56889°W，而該地的平均海拔高度為120米（即394英尺）。